# Coricancha
Die Coricancha (spanische Schreibweise), Qurikancha oder Qorikancha (Quechua „Goldhof“), ursprünglich Intikancha (Quechua „Sonnenhof“) war der wichtigste Tempel in der Inka-Hauptstadt Cusco und das größte Heiligtum im Inkareich. Er überstand nicht die Zerstörungen der Conquista. Heute existieren im Zentrum von Cusco lediglich einige Mauerreste, die den Glanz jener Arbeit bezeugen. Nach einem schweren Erdbeben 1650 wurden seine Ruinen weitgehend durch den Bau des Convento de Santo Domingo überbaut. Lediglich vier Räume wurden weiterhin vom Kloster genutzt. Ein weiteres schweres Erdbeben 1950 beschädigte die Kirche und legte längst vernichtet geglaubte Mauerreste des Tempels wieder frei.

## Heiliger Ort

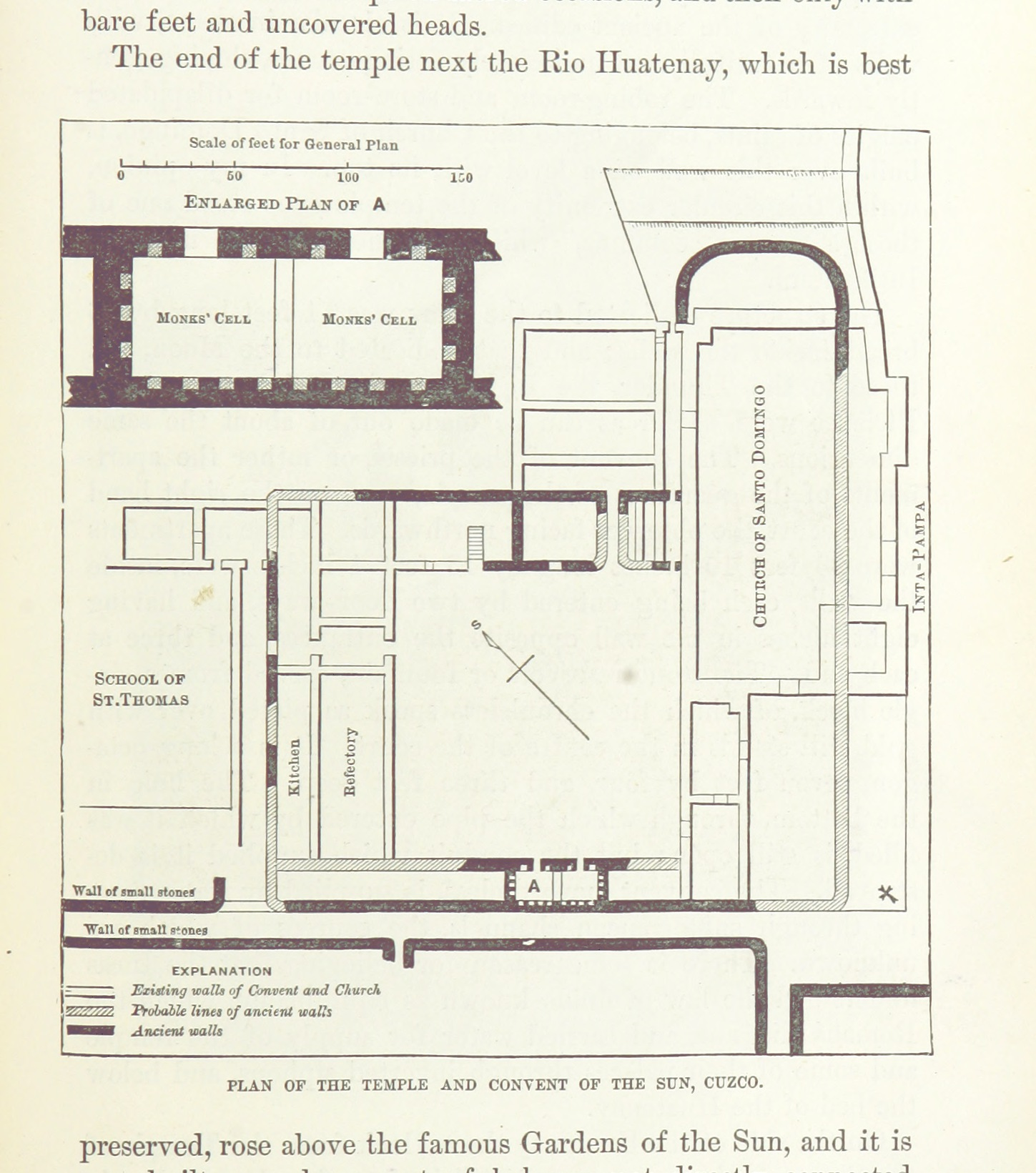
Plan von Ephraim Squier in Peru: Incidents of Travel and Exploration in the Land of the Incas.; die übrig gebliebenen Mauern des Inka-Heiligtums sind dunkel eingezeichnet

Die Coricancha war der heiligste Ort, an dem die Inka Hochzeiten, Krönungen, Bestattungen und Riten von „nationaler“ Bedeutung feierten. Den Tempel des Inti (Sonne) konnten die Inkas nur nüchtern, barfuß und zum Zeichen ihrer Demut mit einer Last auf dem Rücken, den Weisungen des Willaq Umu (Villac Umu, Huillac Umu), des Hohepriesters des Sonnenkultes folgend betreten. Dieser lebte immer in der Nähe des Sapa Inka. Sofern der Sapa Inka sich in Cusco aufhielt, war die Coricancha Sitz des Villac Umu und seine Hauptwirkungsstätte. Neben dem Hauptsonnentempel des Reiches umschlossen sechs weitere Tempel Inti Pampa (quechua = Sonnenfeld), die dem Kult anderer Gottheiten, wie Mama Killa (Mutter Mond) und Illapa, dem Gott des Blitzes und Donners, dem Kult der Venus (Ch'aska quyllur) und der Plejaden (Suchu, qullqa quyllur), der Wettergötter und des Regenbogens (K'uychi, im „Schlangentempel“ Amarukancha) dienten.

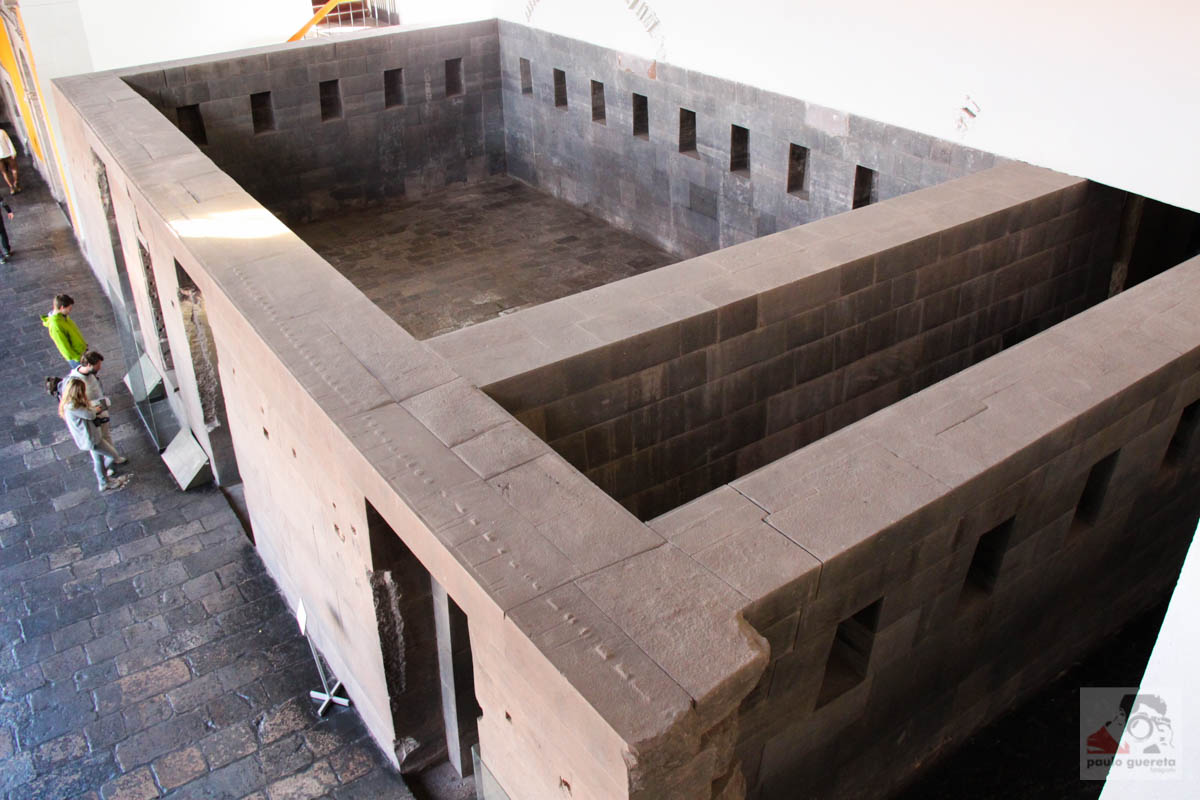
Raum der Coricancha aus der Inkazeit im Innern der Kirche Santo Domingo

Das Tempelinnere verfügte neben anderen Schätzen auch über jene goldene Scheibe, die die Sonne repräsentierte und darüber hinaus eine Darstellung des gesamten inkaischen Pantheons. In trapezförmigen Nischen in den Wänden und auf goldenen Thronen waren die Königsmumien aufgestellt und mit goldenen Masken und überaus fein gewebten Stoffen dekoriert. Die Mumien wurden durch Diener mit Speisen und Getränken rituell versorgt. Boden und Wände waren ursprünglich mit 700 soliden Goldplatten bedeckt. Die massivgoldene Sonnenscheibe in Gestalt eines Menschen war vor einer mit Smaragden und Türkisen reich geschmückten Wand so aufgestellt, dass die aufgehende Sonne vom Metall und den Edelsteinen reflektiert wurde und jene ein blendend goldenes Licht zurückwarfen.
Der benachbarte Raum, der der Mondgöttin Mama Killa gewidmet war, war vollkommen mit Silber ausgeschlagen. Hier wurde eine aus Platin hergestellte silberfarbene Mondscheibe in Frauengestalt als Braut und Schwester des Sonnengottes von 10 Meter Durchmesser und über 900 kg Gewicht verehrt und um Fürsprache und Kindersegen gebetet. In diesem Raum waren die Mumien der „Coyas“, der Königinnen aufgestellt.

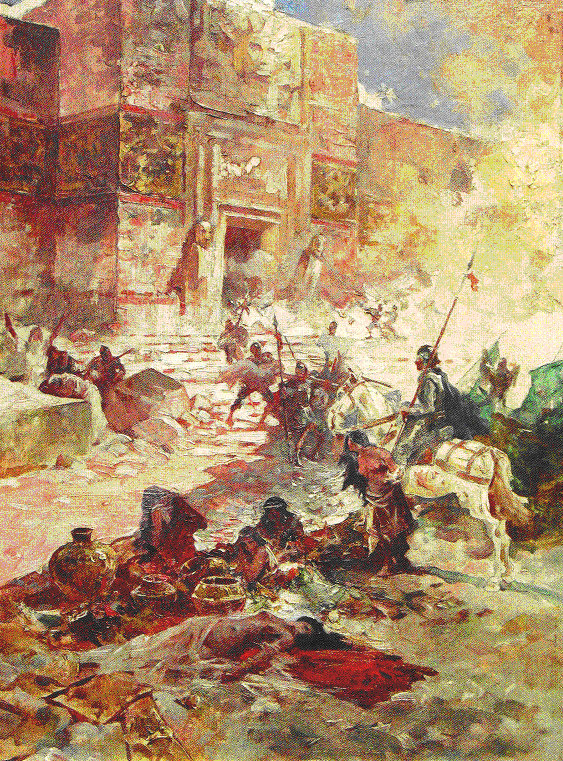
Die Plünderung und Zerstörung Coricanchas durch die spanischen Eroberer. Gemälde des peruanischen Malers Teófilo Castillo.

Der Chronist Pedro Sarmiento de Gamboa versicherte, Pachacútec habe in der Coricancha große, goldgerahmte Leinwände aufhängen lassen, auf denen die Inka-Geschichte aufgezeichnet wurde, die später in der angrenzenden „Puquincancha“, dem „Reichsarchiv“ aufbewahrt wurden und bei der Eroberung von Cusco zusammen mit der Stadt in Brand gerieten. Pachacútec machte die Coricancha zum Schauplatz eines im präkolumbischen Amerika einmaligen Vorgangs, eines „Theologen“kongresses, einer Art Konzil, bei dem der Viracocha-Kult reformiert wurde. Pachacútec ließ in der Coricancha ein ovales Bildnis Viracochas aufstellen, so wie auch die übrigen Hauptgottheiten in der Coricancha über ein ovales Bildnis verfügten.
In seiner Nachbarschaft befand sich außerdem ein Heiliger Garten, der mit goldenen Figuren von lebensgroßen Menschen, Tieren und Pflanzen geschmückt war. Der Chronist Pedro Cieza de León beschrieb: „in dem die Erde aus Klumpen feinen Goldes bestand, mit Maispflanzen mit goldenem Stengeln, Blättern und Kolben, die so fest gepflanzt waren, dass sie nicht entwurzelt wurden, gleich wie stark der Wind blies. Daneben weideten zwanzig goldene Lamas mit ihren Lämmern, bewacht von lebensgroßen Hirten mit Krummstäben und Schleudern, die wie alles, aus purem Gold waren.“ Wohlgestaltete Mädchen pflückten hier goldene Früchte von goldenen Bäumen. Auf den Zweigen von goldenen Bäumen und Sträuchern wiegten sich aus Gold gefertigte Vögel, wie beispielsweise Kolibris. Goldene Schlangen, deren Augen aus dunklen Edelsteinen funkelten, wanden sich über den Boden. In Wiesen, deren einzelne Halme täuschend echt aus Gold gearbeitet waren, glänzten Blüten aus Edelsteinen, auf denen sich goldene Schmetterlinge niederließen und durch die goldene Käfer krochen. Daneben gab es Eidechsen, Mäuse und sogar Spinnen, aber auch Gießkannen und fünf Brunnen aus Gold. Ähnliche Gärten in Silber schmückten andere Tempelhöfe. Gold und Silber hatten ausschließlich kultischen Wert, galt doch das Gold als „Schweißperlen der Sonne“ und Silber als „Tränen des Mondes“.
Die Spanier vermuteten wegen der reichen Opfergaben, dass er den Inka als der allerheiligste Ort galt, weshalb sie hier eine Kirche mit Konvent errichteten.

## Architektur

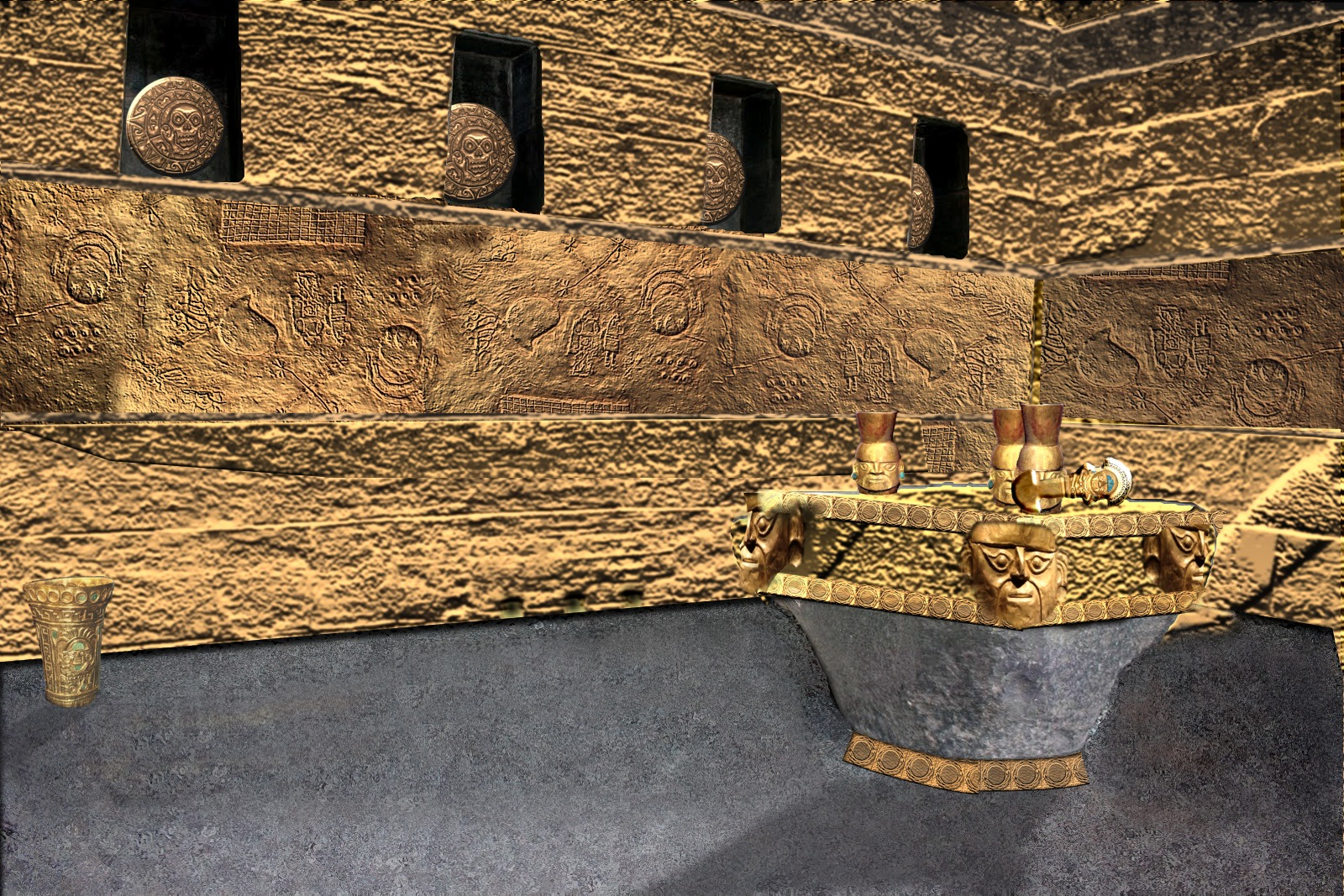
Digitale Rekonstruktion des Raumes nach der Beschreibung von Inca Garcilaso de la Vega, noch mit Gold verkleidet

Die Coricancha wurde 1438 am Ort der ältesten Ansiedlung Cuscos errichtet. Hatte der legendäre Manco Cápac den Ort, der zwischen den beiden spitz zusammenlaufenden Flüssen Río Huatanay und Río Tullumayo lag, aus militärischen und bewässerungstechnischen Gründen zur Gründung seiner Inti Cancha gewählt – einem kleinen Haus, in dem seine Schwestern lebten – so steigerte Pachacútec die sakrale Bedeutung des Ortes noch: Er ließ Cusco in Form eines Pumas, eines mit dem Mondkult verbundenen uralten Machtsymbols umgestalten, wobei die Coricancha genau unterhalb des Pumaschwanzes an der Stelle seiner Sexualorgane platziert ist.
Eine Umfriedung umfasste neben dem apsidal gestalteten Sonnentempel vier kleinere Tempelanlagen, die einen Tempelhof an drei Seiten umgaben. Die Vorderseite hatte eine schöne Mauer von feinstem Steinmetzhandwerk, einheitlich verziert mit einem fortlaufenden Streifenband aus purem Gold in drei Meter Höhe vom Boden, einem edlen und raffiniert kurzem Strohdach, dem ein Geflecht aus Golddraht Halt verschaffte. Die Mauern bestanden aus perfekt fugenlos ohne Zement ineinandergefügten Natursteinen, die eine leichte Kissenform an den Seiten haben, die die ästhetische Schlichtheit des Baus betonen. Nach oben verjüngen sich die Steinquader, womit sie optisch die Höhe noch mehr betonen.
In einer der Blöcke der zweiten Steinlage beobachtet man drei Löcher, die möglicherweise zur Ableitung des Regenwassers vom Innenhof oder der geopferten Chicha benutzt wurden. Nach den Experimenten von Augusto León Barandiarán kann man die musikalischen Noten D, A und E hören, wenn man in die Löcher schlägt.
Der Umfang des Tempels betrug mehr als 365 Meter. Sein Hauptportal lag an der Nordseite. Dieser, wie die Nebeneingänge waren mit Goldplatten bedeckt. Damals existierte kein dreieckiges Atrium, der dem Eintritt des Kolonialtempels diente und die gewundene Mauer im rechten Winkel bis zur Ahuacpinta- bzw. Awaq-Pinta-Straße, in der sich noch ein Stück der Originalmauer von fast sechzig Metern Länge erhalten hat. Auf der gegenüberliegenden Seite dieser Straße windet sich die Mauer um eine Biegung von mehr als 90° und setzt sich mit einer sanften Kurve fort, die während der Bauzeit des Tempels verkürzt wurde. Die Coricancha-Wand krönte ein System von Terrassen, die einst bis zum Fluss abfielen.
In der Nähe befindet sich heute ein archäologisches Museum, das über interessante Exponate verfügt, darunter Mumien, Textilien und Kultgegenstände.

## Galerie

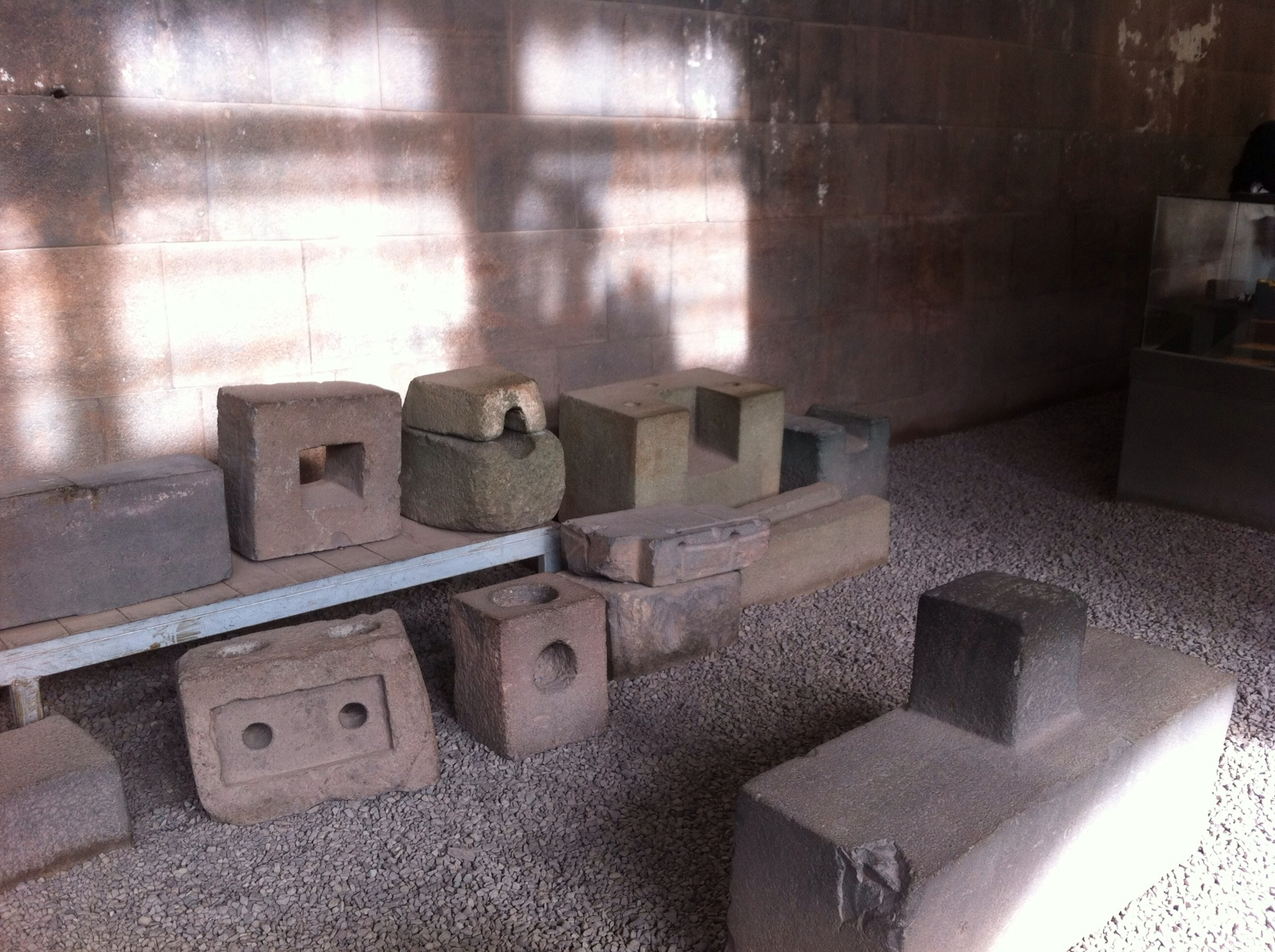
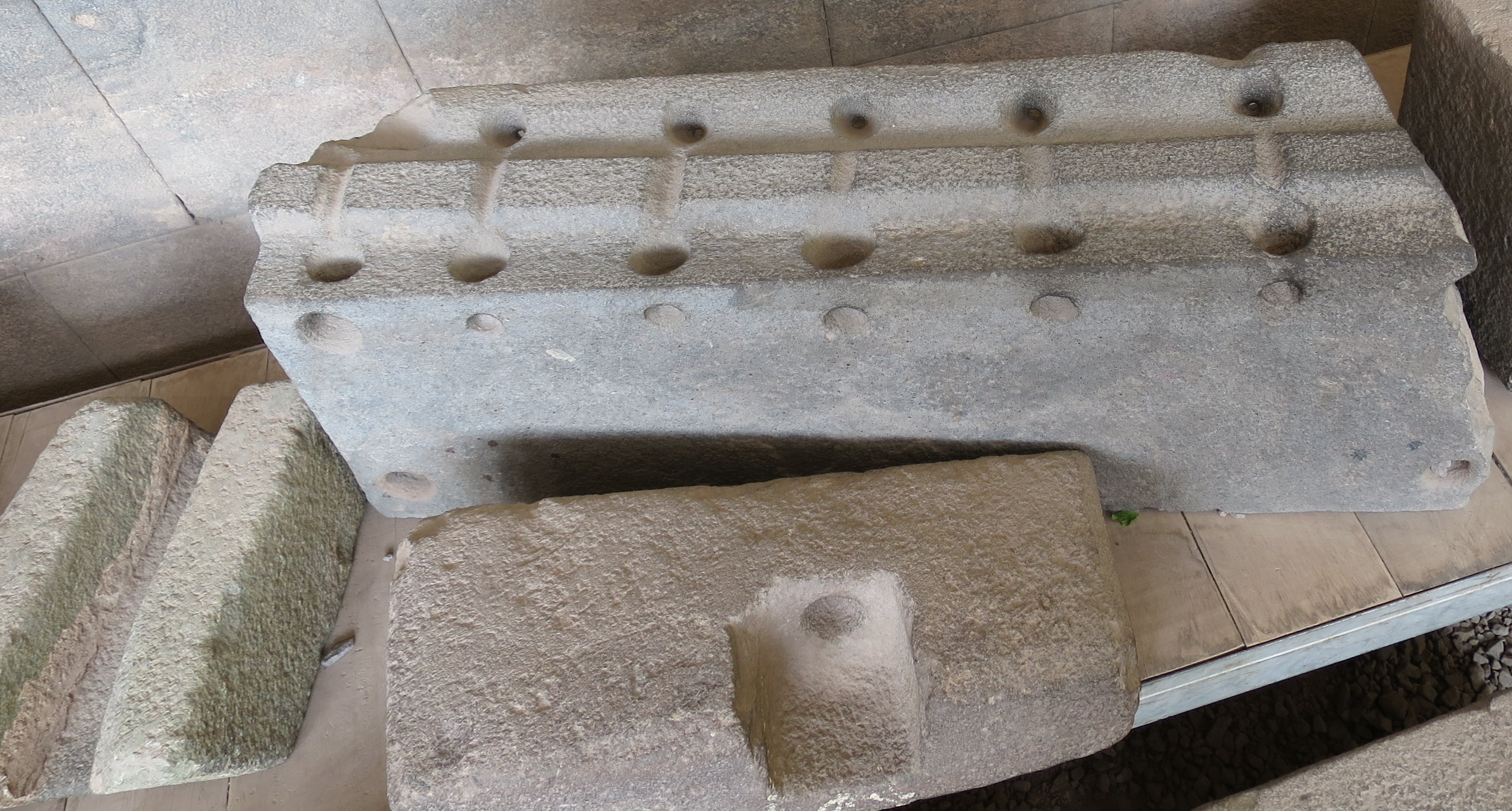
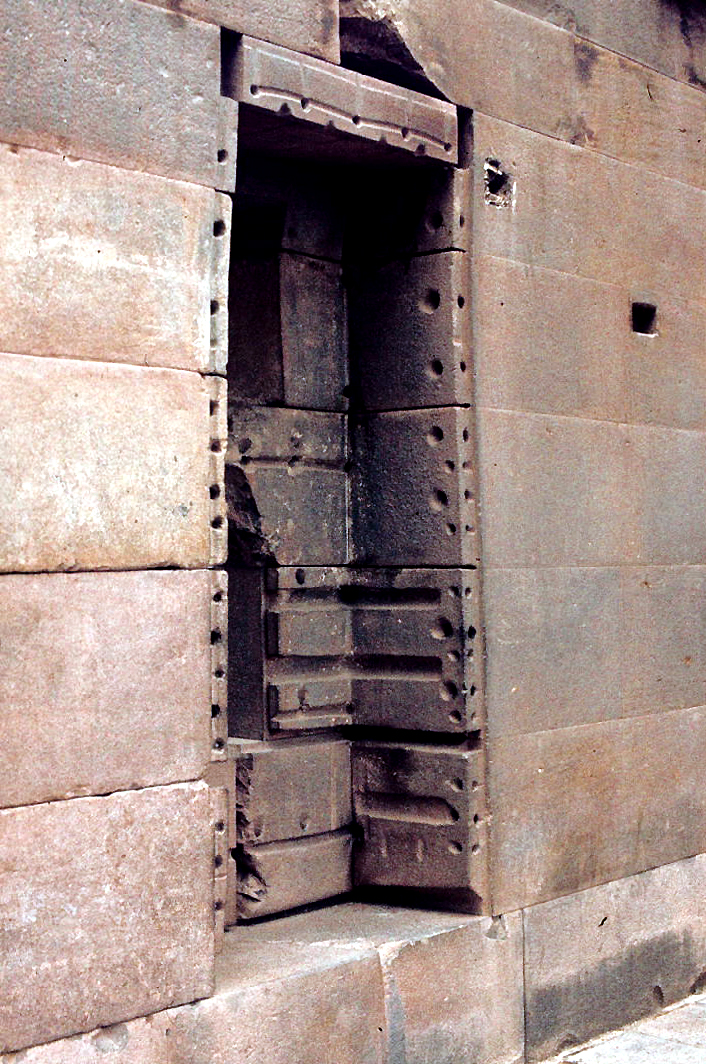
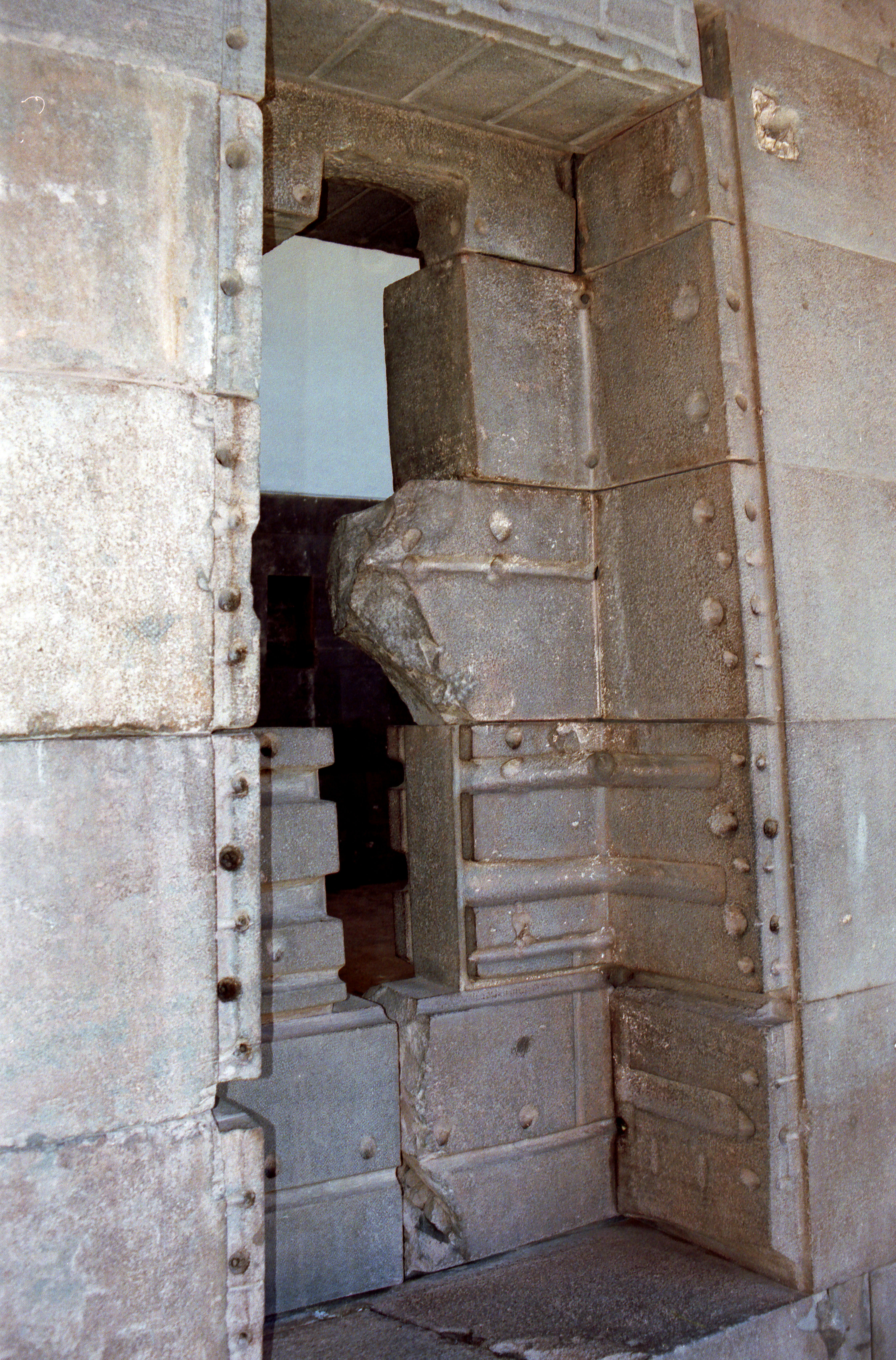
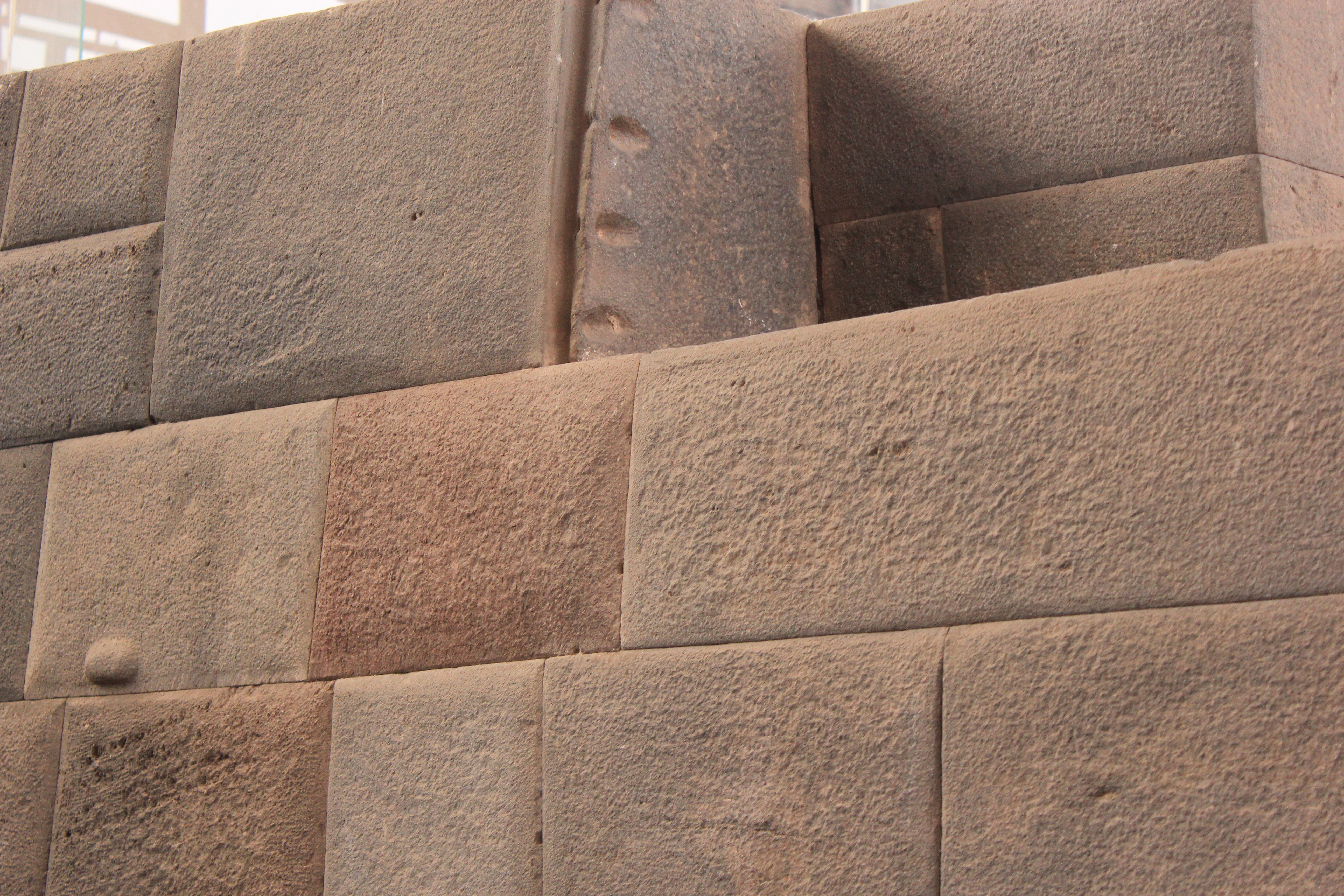
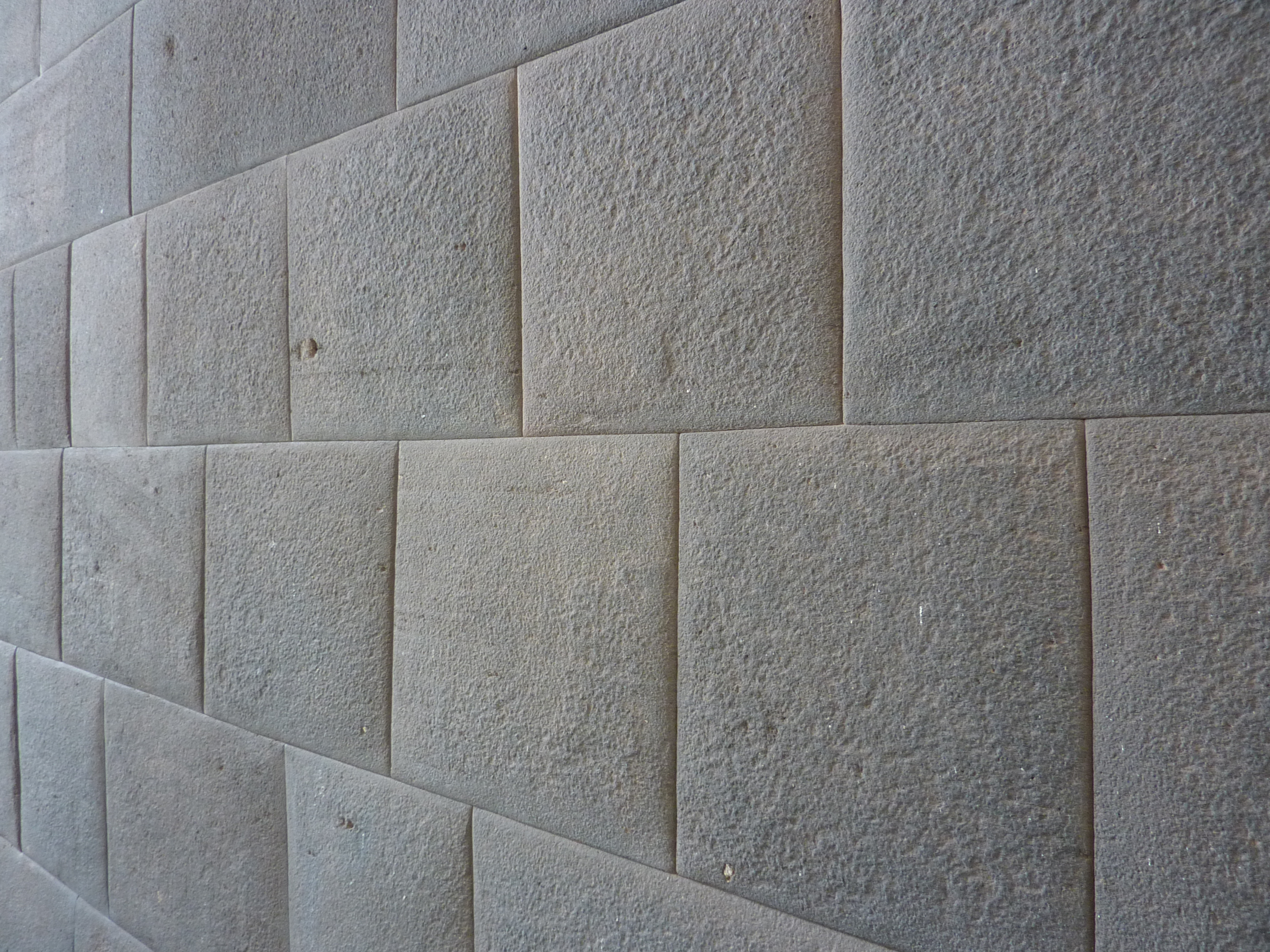
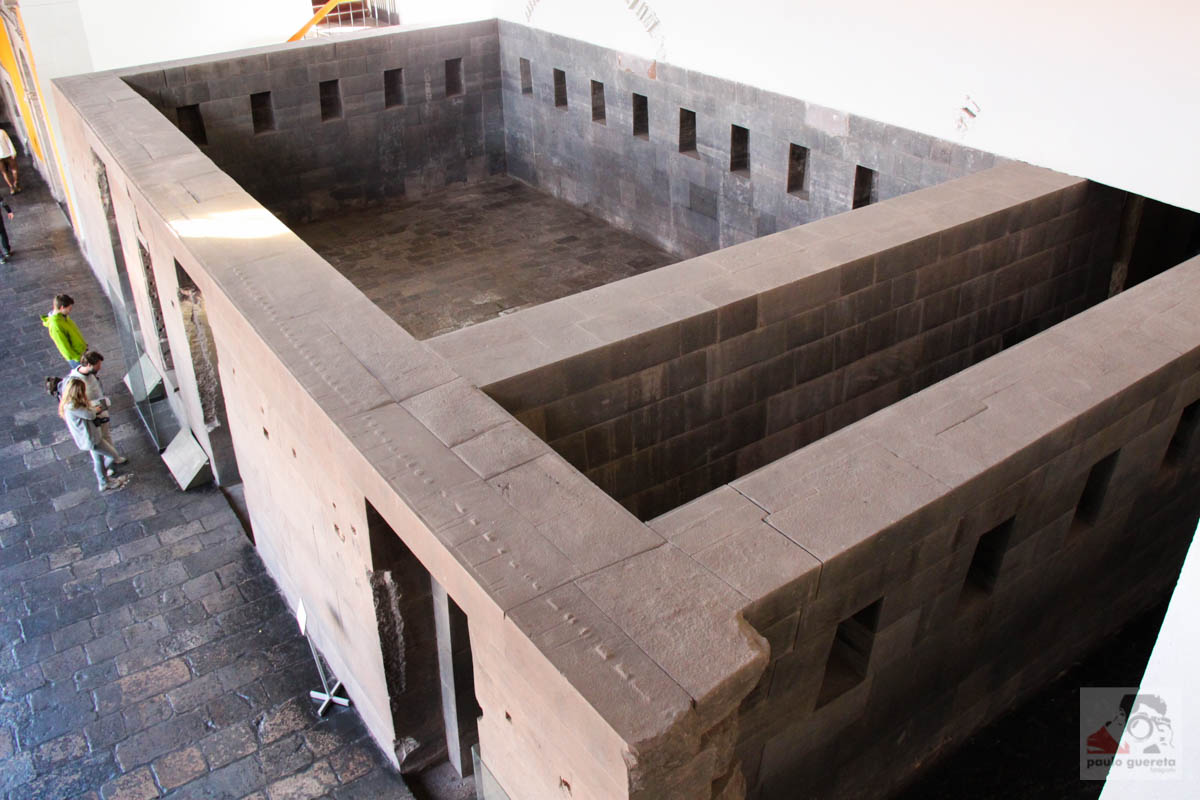
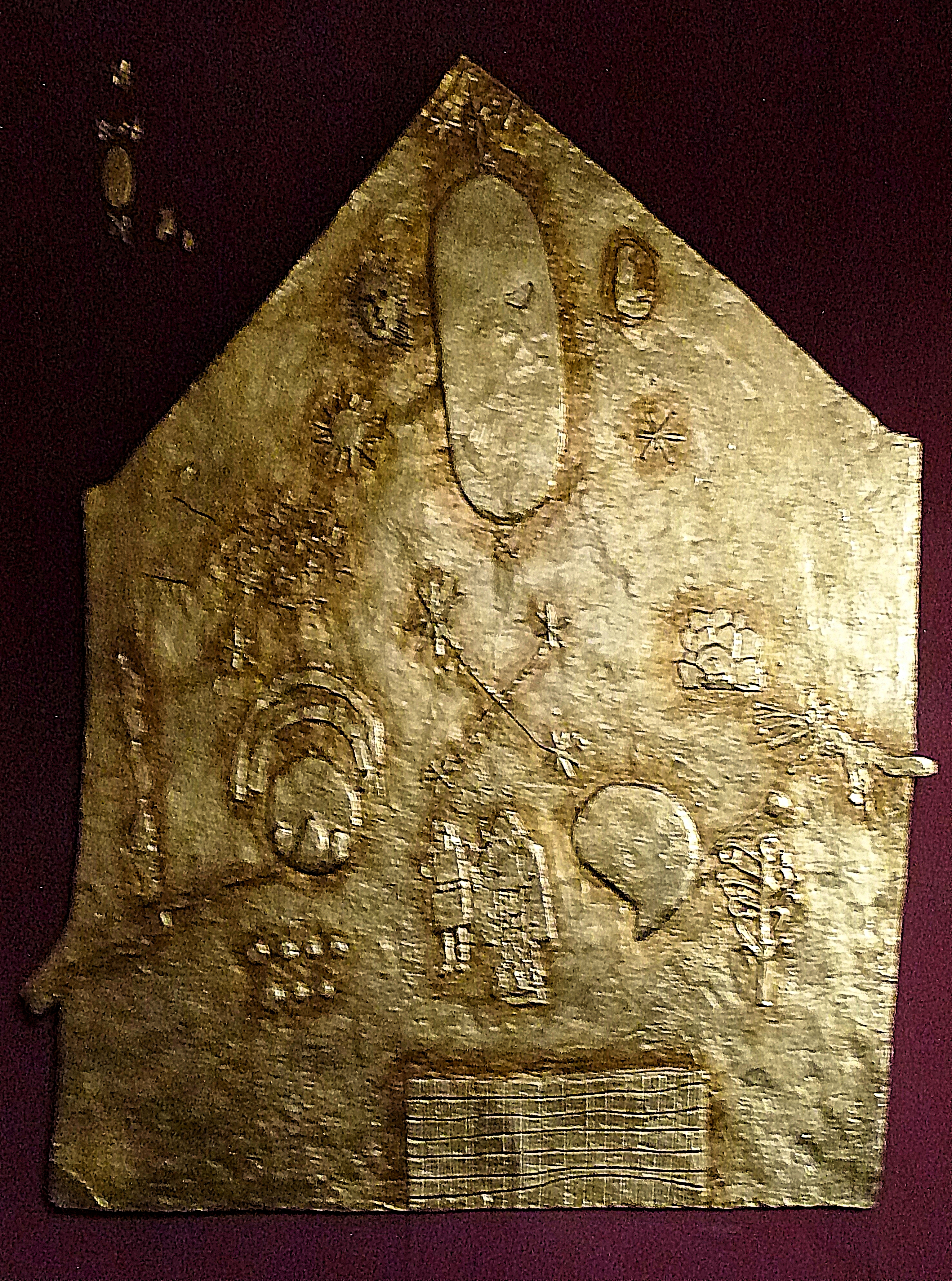